# 生野初子
生野 初子（いくの はつこ、1907年4月27日 - 1967年）は、日本の女優である。本名は出生名が生野 静子（いくの しずこ）、俳優の高木新平と結婚して高木 静子（たかぎ しずこ）となった。

## 人物・来歴
1907年4月27日、福岡県浮羽郡吉井町（現在の同県うきは市吉井町）に「生野静子」として生まれる。
満12歳になる1919年（大正8年）に女歌舞伎の一座に入団し、熊本市内にあった旭座で初舞台を踏む。1924年（大正13年）1月、京都のマキノ映画製作所等持院撮影所に入社、阪東妻三郎主演、寿々喜多呂九平脚本、後藤秋声監督のサイレント映画『山猫の眼』に阪東の相手役として出演し、「生野初子」の名で映画界にデビューした。同年、寿々喜多脚本、井上金太郎監督の『女に甘い男の群』で高木新平と共演する。同年7月、マキノ映画製作所は東亜キネマに吸収合併される。沼田紅緑監督の『刃光』前篇・後篇以降、月形龍之介・高木新平・生野初子のトリオが生まれ、竜神虎彦監督の『何者?』（1925年）等で等持院撮影所に新風を呼んだ。
1925年（大正14年）、高木新平と結婚する。同年6月、東亜マキノからマキノ・プロダクションが分離独立し、御室撮影所を開所したが、月形・高木とともに東亜キネマ等持院撮影所に残留する。同トリオはその後も、二川文太郎監督の『乱刀 前篇』、『続 乱刀』、仁科熊彦監督の『和蘭蛇屋敷』前篇・中篇・後篇に主演する。1926年（大正15年）、仁科熊彦監督の『帰って来た英雄』前篇・後篇に高木とともに主演、同作で山上伊太郎が脚本家デビューを飾った。同年、高木とともに退社、舞台での実演の仕事を始める。
1927年（昭和2年）1月、夫とともに高木新平プロダクションを設立する。初期は松竹下加茂撮影所をレンタルして製作、ユニバーサル・ピクチャーズ日本支社が配給した。同年8月、松竹と絶縁し、京都・左京区浄土寺真如町に撮影所を建設、製作を続けたが、1928年（昭和3年）には解散、再び舞台での実演旅行に出る。同年4月、高木とともにマキノ・プロダクション御室撮影所に入社した。1929年（昭和4年）、生野のみが帝国キネマ演芸長瀬撮影所に移籍した。翌1930年（昭和5年）、高木が帝国キネマに合流するが、同年9月30日、同撮影所が全焼、これを機に高木とともに退社する。高木とともに3度目の実演旅行に出る。
1933年（昭和8年）春、前年11月に御室撮影所に設立された宝塚キネマに高木とともに入社するが、脇役ばかりであった。同年中に同社が製作を停止し、1934年（昭和9年）4月には同社は正式に解散になる。同年6月、高木とともにエトナ映画の設立に参加するが、1935年（昭和10年）4月にはこれも解散し、4度目の実演旅行に出る。この年に高木と離婚した。1936年（昭和11年）、中川紫朗が監督した2作に出演して引退した。
第二次世界大戦後、京都の上京区一条通御前通にスナック「よかろう」を経営していた。この店は1970年（昭和45年）ごろに閉店し、等持院西町の自宅に蟄居している旨の記述が、1980年（昭和55年）発行の『日本映画俳優全集・女優編』には存在するが、2002年（平成14年）に立命館大学が行ったマキノ・プロダクションの元助監督・菅家紅葉へのインタビューには、1967年（昭和42年）に死去した旨の記述が存在する。詳細は不明である。

## フィルモグラフィ

### マキノ映画製作所等持院撮影所
- 『山猫の眼』 : 監督後藤秋声、1924年 - お房
- 『恋』 : 監督衣笠貞之助、1924年
- 『女に甘い男の群』 : 監督井上金太郎、1924年 - 美しいウエイトレス
- 『栗飯の焚ける間』 : 監督後藤秋声、1924年 - 娘お咲
- 『錦を着て』 : 監督後藤秋声、1924年 - 村娘
- 『乞食が武士に成つた話』 : 監督沼田紅緑、1924年 - 許嫁美代
- 『煩悩地獄』 : 監督二川文太郎、1924年 - 遊女雛菊
- 『侍甚七捕物帳』 : 監督後藤秋声、1924年 - 娘おとよ
- 『恋の猟人』 : 監督二川文太郎、1924年 - 玉野艶子
- 『忠治愛刀』 : 監督沼田紅緑、1924年 - 姉娘お芳
- 『関守の情』 : 監督後藤秋声、1924年 - 村の童女

### 東亜キネマ等持院撮影所
- 『復讐の日』 : 監督後藤秋声、1924年 - 娘すがえ
- 『刃光』前篇・後篇 : 監督沼田紅緑、1924年 - お雪
- 『国定忠次信州都落ち』 : 監督二川文太郎、1924年 - 娘おのぶ
- 『時勢は移る』 : 監督沼田紅緑、1924年 - 山名娘お蝶
- 『茶人木阿弥』 : 監督後藤秋声、1924年 - 腰元若葉
- 『斬奸』 : 監督沼田紅緑、1924年 - お関
- 『佐平次捕物帖 怪物』前篇・後篇 : 監督金森万象、1925年 - 妹　さきえ
- 『悲しき仇討』 : 監督仁科熊彦、1925年
- 『邪宗門の女』 : 監督衣笠貞之助、1925年
- 『殺生村正』 : 監督沼田紅緑、1925年 - 甚七許婚冬野

### 東亜マキノ等持院撮影所
- 『江戸怪賊伝 影法師』前篇・後篇 : 監督二川文太郎、1925年 - お転馬お美江
- 『無宿者伝八』 : 監督沼田紅緑、1925年 - 女中おみよ
- 『或る殿様の話』 : 監督二川文太郎、1925年 - 腰元お登美
- 『何者?』前篇・後篇 : 監督竜神虎彦、1925年 - 娘貴美代

### 東亜キネマ等持院撮影所
- 『乱刀 前篇』 : 監督二川文太郎、1925年
- 『剣の舞』 : 監督松屋春翠、1925年
- 『追はれ行く人』 : 監督悪麗之助、1925年
- 『続 乱刀』 : 監督二川文太郎、1925年
- 『玉蟲お仙』 : 監督松屋春翠、1925年
- 『和蘭蛇屋敷』前篇・中篇・後篇 : 監督仁科熊彦、1925年
- 『風』 : 監督松屋春翠、1925年
- 『剣戟』 : 監督悪麗之助、1925年
- 『徳十と仙吉』 : 監督竜造寺淳平、1925年 - 妾
- 『捕物五変相』 : 監督松屋春翠、1925年
- 『何処へ帰る』 : 監督金森万象、マキノ・プロダクション御室撮影所、1925年
- 『尾張半三郎』 : 監督村越章二郎、1926年
- 『傷魂』 : 監督長尾史録、1926年 - その娘弥生
- 『帰って来た英雄』前篇・後篇 : 監督仁科熊彦、原作・脚本山上伊太郎、1926年
- 『邪刃悪魔』 : 監督広瀬五郎、1926年

### 高木新平プロダクション
- 『百鬼夜行』 : 監督高木新平、1927年
- 『女盗縮緬頭巾』 : 監督原敏郎、1927年
- 『髑髏』 : 監督尾崎優之助、1927年
- 『阪本竜馬』 : 監督賀古残夢、1927年

### マキノ・プロダクション御室撮影所
- 『兇状持』 : 監督人見吉之助、1928年 - 近江屋の娘お久
- 『骨肉』 : 監督二川文太郎、1928年
- 『不可解の人』 : 監督川浪良太、1928年
- 『江戸ッ子』 : 監督中島宝三、1928年
- 『阿呆重』 : 監督中島宝三、1929年
- 『水戸黄門 東海道篇』 : 監督中島宝三、1929年 - お文
- 『豊大閤 足軽篇』 : 監督中島宝三、1929年 - 矢矧茶屋お国
- 『後の水戸黄門』 : 監督中島宝三、1929年 - お恵の方
- 『相馬大作 武道活殺の巻』 : 監督稲垣浩、片岡千恵蔵プロダクション、1929年

### 帝国キネマ演芸長瀬撮影所
- 『丸橋忠弥』 : 監督長尾史録、1929年
- 『権八二重想』 : 監督江後岳翠、1929年
- 『村井長庵』 : 監督山下秀一、1929年
- 『室町情史』 : 監督矢内政治、1929年
- 『嵐山花五郎』 : 監督江後岳翠、1929年
- 『次男坊』 : 監督曾根純三、1930年
- 『首斬浅右衛門 江戸愛欲篇』 : 監督渡辺新太郎、1930年
- 『千代田の刃傷』 : 監督押本七之輔、1930年
- 『白粉首』 : 監督富沢進郎、1930年
- 『ごろん棒浪人』 : 監督富沢進郎、1930年
- 『貝殻一平』第二篇 : 監督渡辺新太郎、1930年

### 帝キネ以降
- 『神風八幡隊』前篇・後篇 : 監督堀江大生、宝塚キネマ、1933年
- 『快傑荒法師』前篇・後篇 : 監督城戸品郎、宝塚キネマ、1933年 - 千種
- 『聖き血潮』 : 監督中川紫朗、天理同友会、1936年
- 『二宮尊徳立志の巻』 : 監督中川紫朗、寺浦映画社、1936年

## 註
1. 1 2 3 4 5 6 7 8  菅家紅葉氏談話、立命館大学、2009年11月17日閲覧。
2. 1 2 3 4 5 6 7 8 9 10 11 12 13 14 15 16 17 18 19 20 21 22 23 24 25  『日本映画俳優全集・女優編』、キネマ旬報社、1980年、p.60, 奥田久司執筆「生野初子」の項。
3. ↑  女に甘い男の群、日本映画データベース、2009年11月17日閲覧。